# Smriti Irani
Pour les articles homonymes, voir Irani (homonymie).
Smriti Zubin Irani (née Smriti Malhotra), née le 23 mars 1976 à New Delhi, est une femme politique indien, ancienne mannequin, actrice de télévision et productrice. 
Depuis 2019, elle est ministre des Femmes et du Développement de l'Enfant, et depuis 2022, ministre des Affaires des minorités au sein du second gouvernement de Narendra Modi.
De 2014 à 2016, elle est ministre du Développement des ressources humaines, de 2017 à 2018, ministre de l'Information et de la Radiodiffusion, et de 2016 à 2021, ministre des Textiles.